# 1787 az irodalomban
Az 1787. év az irodalomban.

## Események
- A Magyar Hírmondó című hírlaphoz csatolva Magyar Musa címmel havonta szépirodalmi melléklap jelenik meg, de a hírlappal együtt 1788-ban megszűnt.

## Megjelent új művek

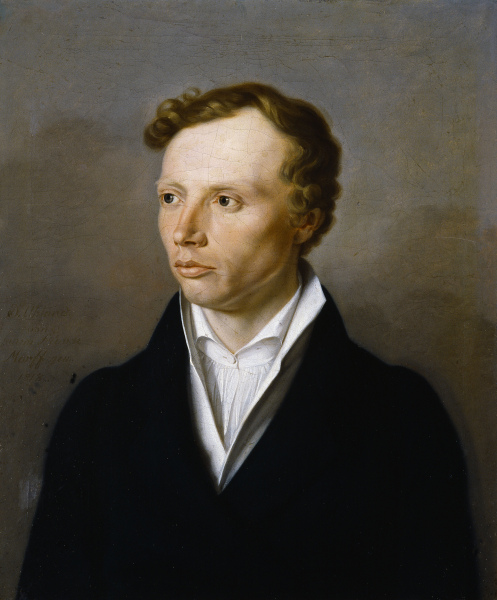
Ludwig Uhland

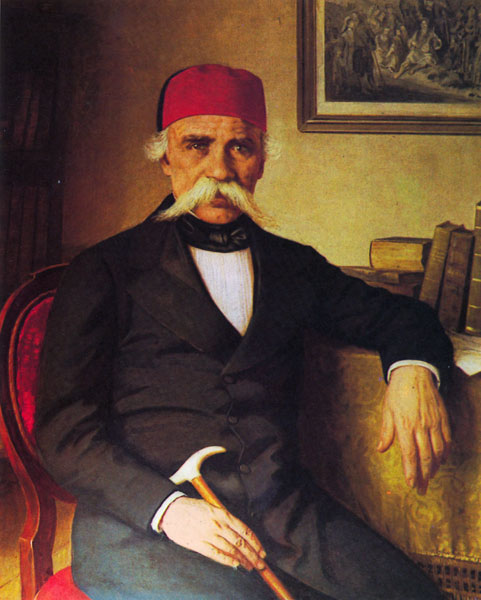
Vuk Stefanović Karadžić

### Dráma
- Friedrich Schiller drámája: Don Carlos, bemutató Hamburgban.

### Magyar irodalom
- Pálóczi Horváth Ádám Hunniás című eposza.
- Révai Miklós kötete: Révai Miklós elegyes versei.

## Születések
- április 26. – Ludwig Uhland német költő, irodalomtörténész († 1862)
- november 7. – Vuk Stefanović Karadžić szerb filológus, nyelvész, folklórkutató, író és történész, a szerb irodalmi nyelv megújítója († 1864)

## Halálozások
- október 28. – Johann Karl August Musäus német író, filológus, népmesegyűjtő (* 1735)